# Пестерев, Владимир Николаевич
Владимир Николаевич Пестерев (13 февраля 1940, Бирск, Башкирская АССР — 23 ноября 2003, Сургут, Тюменская область) — бурильщик капитального ремонта скважин нефтегазодобывающего управления «Быстринскнефть» производственного объединения «Сургутнефтегаз», Тюменская область. Герой Социалистического Труда.

## Биография
Родился 13 февраля 1940 года в городе Бирск. В 1958 году окончил Ишимбаевское ремесленное училище и получил профессию оператора по добыче нефти.
Трудовую деятельность начал в 1958 году на нефтепромыслах Башкирии.
Оператор по опробованию скважин, добыче нефти в тресте «Башвостокнефтеразведка», Калтасинской конторе бурения, НПУ «Ишимбайнефть», «Арланнефть» (1958—1962) (С.353)
В 1962—1965 годах проходил срочную службу в Советской Армии на территории Венгрии.
После демобилизации в 1965 году переехал в Тюменскую область, с этого времени работал на нефтепромыслах Западной Сибири. Устроился оператором по добыче нефти и газа нефтепромыслового управления «Сургутнефть» нефтегазодобывающего управления «Федоровскнефть». Позже перешёл помощником бурильщика и бурильщиком капитального ремонта скважин. В 1978 году был переведён бурильщиком КРС в Сургутскоеуправление по повышению нефтеотдачи пластов и капитальному ремонту скважин ПО «Сургутнефтегаз».
Работая на нефтяных промыслах Западной Сибири, зарекомендовал себя высококвалифицированным специалистом. Был инициатором почина работы на двух станках одной бригадой. Это начинание получило распространение на предприятиях объединения «Сургутнефтегаз». В результате освободилось 4 бурильщика с заработной платой 102 тысячи рублей в год. В годы десятой пятилетки бригада, в которой работал В. Н. Пестерев, отремонтировала 112 скважин при плане 93 и социалистических обязательствах 98, выполнение плана составило 120,4 %. За счёт снижения трудоёмкости работ, внедрения передовых приёмов и методов труда, производительное время по бригаде за годы одиннадцатой пятилетки увеличилось на 7,6 %, ускорение возросло на 3,9 %.
Бригада выполнила задание 11 пятилетки досрочно — за четыре года, сверх плана отремонтировала 25 нефтяных скважин, в результате чего дополнительно было добыто 216 тысяч тонн нефти и было сэкономлено электроэнергии, материалов и инструмента на сумму 1300 рублей. Являясь наставником молодёжи, В. Н. Пестерев помог овладеть профессией бурильщика — 7, помощника бурильщика — 6 молодым нефтяникам.
В 1985 году был переведён бурильщиком капитального ремонта скважин нефтегазодобывающего управления «Быстринскнефть» производственного объединения «Сургутнефтегаз».
Указом Президиума Верховного Совета СССР от 29 апреля 1986 года за выдающиеся производственные достижения, большой личный вклад в досрочное выполнение заданий одиннадцатой пятилетки и социалистических обязательств по добыче нефти и газа и проявленную трудовую доблесть Пестереву Владимиру Николаевичу присвоено звание Героя Социалистического Труда со вручением ордена Ленина и золотой медали «Серп и Молот».
Более 35 лет проработал в сложных условиях тюменского севера. Вводил в эксплуатацию скважины на Сургутском, Солкинском, Правдинском, Холмогорском, Локосовском, Пойковском, Быстринском нефтяных месторождениях. Лично участвовал и в освоении пробурённых скважин, и в переводе их на механизированную добычу
В 2000 году вышел на заслуженный отдых.
Жил в городе Сургут Ханты-Мансийского автономного округа. Умер 23 ноября 2003 года.

## Награды
Награждён орденами Ленина (1974. 1986), «Знак Почёта» (1971), медалями. Почётный нефтяник Тюменской области. Почётный гражданин города Сургут. Имя В. Н. Пестерева занесено в Книгу почёта треста «Главтюменнефтегаз».